# 성민엽
성민엽(成民燁, 1956년 ~ )은 대한민국의 문학평론가, 교수이다. 1956년 경상남도 거창에서 태어나 서울대학교 중어중문학과를 졸업하고 동 대학원에서 석사학위와 박사학위를 취득하였다.

## 약력
1982년 《경향신문》 신춘문예에 평론 이 당선되어 등단하였다. 1990년 제2회 「소천비평문학상」, 1998년 제44회 「현대문학상」(평론부문), 2004년 제15회 「팔봉비평문학상」을 수상했다. 무크지 《우리 시대의 문학》, 《우리 세대의 문학》과 계간 《문학과사회》 편집동인으로 활동했다. 충북대학교 중어중문학과 교수(1987~1999)를 역임하였으며, 현재 서울대학교 중어중문학과 교수(1999~)로 재직 중이다.

## 수상
- 1990년 제2회 「소천비평문학상」
- 1998년 제44회 「현대문학상」(평론부문)
- 2004년 제15회 「팔봉비평문학상」

## 저서

### 비평집
- 《지성과 실천》(문학과지성사, 1985)
- 《문학의 빈곤》(문학과지성사, 1988)
- 《변하는 것과 변하지 않는 것》(문학과지성사, 2004)
- 《언어 너머의 문학》(문학과지성사, 2013)

### 산문집
- 《고통의 언어 삶의 언어》(한마당, 1986)

### 연구서
- 《민중문학론》(문학과지성사, 1984)
- 《현대 중국문학의 이해》(문학과지성사, 1996)
- 《현대 중국의 리얼리즘 이론》(창작과비평사, 1997)
- 《루쉰》(문학과지성사, 1997)
- 《무협소설의 문화적 의미》(서울대학교출판부, 2003)
- 《동아시아적 시각으로 보는 중국문학》(서울대학교출판부, 2004)
- 《한국무협소설의 작가와 작품》(서울대학교출판부, 2007)

### 편저
- 《시야 너 아니냐》(문학과지성사, 1997) : 문학과지성 시인선 200호 기념시선
- 《김병익 깊이 읽기》(문학과지성사, 1998)
- 《김광규 깊이 읽기》(문학과지성사, 2001)